# 엄창섭 (1890년)
엄창섭(한국 한자: 嚴昌燮, 일본식 이름: 다케나가 가즈키(일본어: 武永 憲樹), 1890년 7월 1일 ~ 몰년 미상)은 일제강점기의 관료로, 본적은 평안남도 평양부 대흥면이다.

## 생애
1907년에는 장례원, 1908년에는 궁내부에서 일하는 등 대한제국 말기에 관리로 근무했다. 1910년 한일 병합 조약이 체결된 뒤 옛 대한제국 황실에 대한 업무를 담당하는 이왕직이 설치되었고, 엄창섭은 이왕직에 발령받았다.
1912년에는 조선총독부 군서기로 소속을 옮겨 평안남도 강동군에 배속되었다. 이후 평안남도 도서기를 거쳐 이사관으로 승진했고, 평남 내무부 사회과와 지방과에서 근무했다. 평안남도 안주군 군수와 조선총독부 중추원 서기관, 조선총독부 학무국 이사관에 차례로 올랐다. 조선사편수회 간사를 겸하기도 했다.
총독부 학무국 이사관이던 1935년에는 총독부가 시정 25주년을 기념해 표창한 표창자 명단에 포함되었다. 경상남도와 함경남도 참여관을 거쳐 일제 강점기 말기에 전라남도와 경상북도 지사를 지냈다. 전남지사이던 1942년을 기준으로 종4위 훈3등에 서위되어 있었다.
총독부 학무국에서 근무하며 여러 친일단체 결성을 주도했다. 청소년 사상 지도를 목적으로 한 조선교화단체연합회에서는 이사를, 종교계를 총망라해 조직된 조선전시종교보국회에서는 회장을 맡았으며, 태평양 전쟁 종전 직전 대화동맹 창립도 주도했다.
도지사를 거쳐 1944년 8월부터 총독부 학무국장에 올라 재직하던 중 태평양 전쟁 종전을 맞았다. 1949년에 출판된 《반민자죄상기》에는 “전쟁 말기에 총독부 학무국장에 앉아 근로동원이니 학도훈련이니 왜 앞잡이가 되어 이 땅의 학도들을 괴롭힌 자”로 적혀 있다. 일제 강점기 동안 조선인으로 총독부 국장을 지낸 사람은 엄창섭을 포함해 단 두 명뿐인 것을 보면, 그의 충성도를 짐작할 수 있다는 평도 덧붙여져 있다.
1949년에 반민족행위처벌법에 따라 엄창섭도 반민특위에 체포되었으나, 이전에 엄창섭에게 신세를 진 바 있는 가톨릭 주교 노기남이 성경과 교리책을 보내 주고 간접적으로 석방 운동을 벌였다. 엄창섭은 이 일로 노기남에게 고마움을 느껴, 재판 중 반민특위 활동이 중단되면서 풀려나자 가톨릭 교회에서 영세를 받았다.

## 사후
2002년 발표된 친일파 708인 명단 중 5개 부문에 중복 수록되었고, 2008년 민족문제연구소가 정리한 친일인명사전 수록예정자 명단 중 관료 부문, 2009년 친일반민족행위진상규명위원회가 발표한 친일반민족행위 705인 명단에 포함되었다. 세 명단에는 사위인 김희덕도 들어 있다.

## 같이 보기
- 조선전시종교보국회
- 대화동맹

## 참고 자료
- 엄창섭(嚴昌燮) - 국사편찬위원회

| 전임 신가이 하지메 | 제11대 전라남도 도지사 1940년 9월 2일 ~ 1943년 9월 30일 | 후임 효도 슌 |